# المعارضات
المعارضات أو شعر المعارضات أو المعارضات الشعرية هي أسلوب شعري فني.

## لغةً
والمعارضة لغةَ هي مصدر عارَضَ وجاء في المعجم عَارَضَهُ فِي السَّيْرِ: سَارَ بمحاذاته وعارَض الكتابَ بالكتاب: قابله به، ناقض كلامَه وعَارَضَ فلانًا: باراه وأتى بمثْل ما أَتى به، عارضَهُ في الشِّعْر، وعارضَهُ في السَّيْر، وعارضَه بمثل صنيعه.

## اصطلاحاً
أما مفهوم المعارضات اصطلاحاً فتعد المعارضة الشعرية ضرباً من الفنون الشعرية التي تعني نظم شاعر قصيدة شعرية موافقة بالوزن والبحر الشعري والقافية والموضوع ويلتزم التزاما تاماً بكل ما سبق والغرض منها هي الإتيان بأفضل وأحسن وأبلغ من القصيدة التي نظمها الشاعر المعَارَض.

## أمثلة على أشهر المعارضات الشعرية

### معارضة الأخطل للامية كعب بن زهير:

#### مِن حُبِّها وَصَحيحُ الجِسمِ مَخبولُ
"الأخطل"
والقصيدة لكعب بن زهير:

#### مُتَيَّمٌ إِثرَها لَم يُجزَ مَكبولُ
"كعب بن زهير"

### معارضة أحمد شوقي لبردة البويصري (نهج البردة):

#### أَحَلَّ سَفكَ دَمي في الأَشهُرِ الحُرُمِ
"أحمد شوقي"
والقصيدة للبويصري (البردة):

#### مَزَجْتَ دَمْعًا جَرَى مِنْ مُقْلَةٍ بِدَمِ
"البويصري "

### معارضة أبو البقاء الرندي لنونية ابن زيدون:

#### فَلا يُغَرَّ بِطيبِ العَيشِ إِنسانُ
"أبو البقاء الرندي"

#### وَنابَ عَن طيبِ لُقيانا تَجافينا
"ابن زيدون"

### وعارضها شوقي:

#### نَشجى لِواديكَ أَم نَأسى لِوادينا
"أحمد شوقي"